# Cinturón de castidad

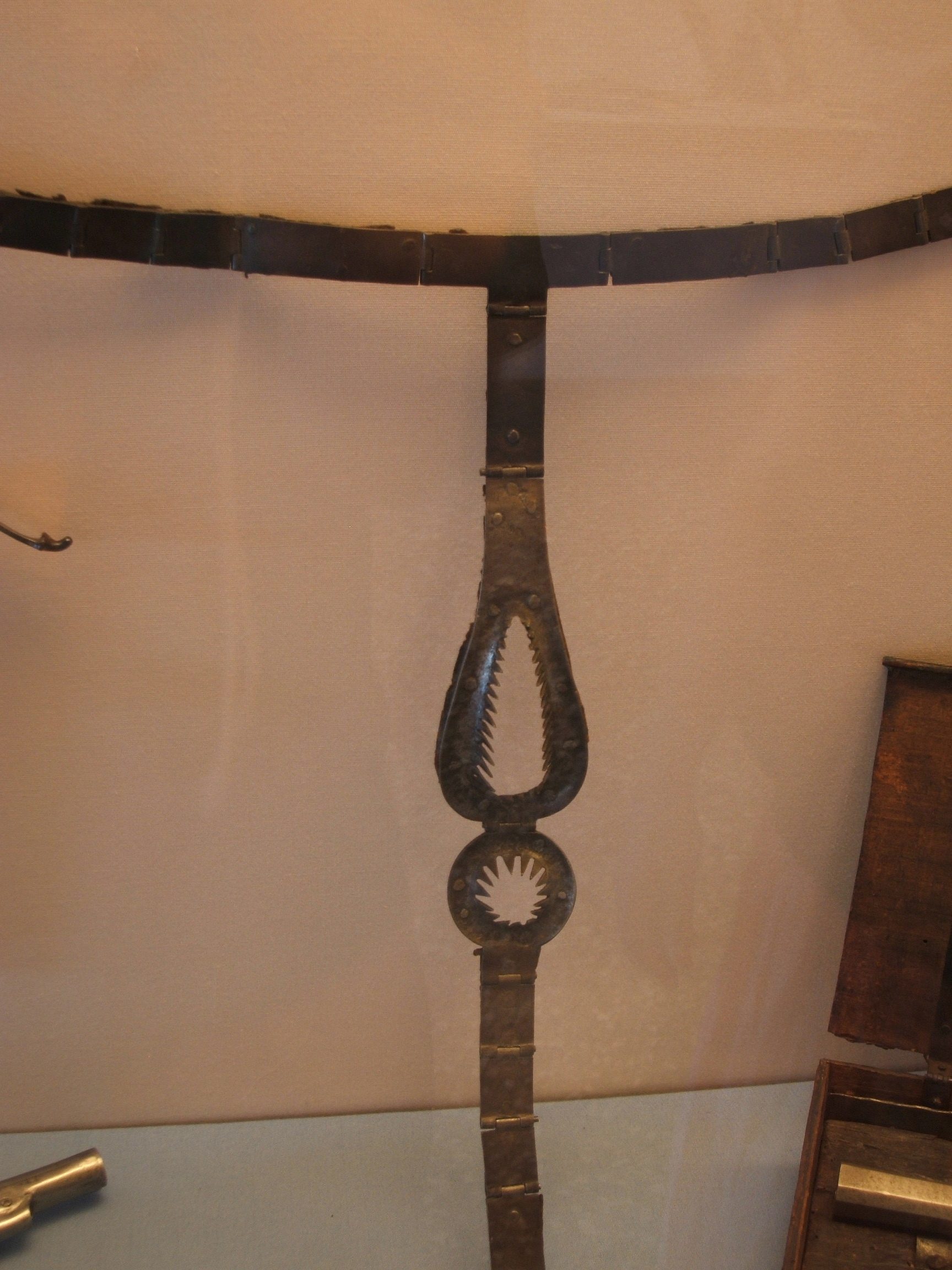
Presunto cinturón de castidad veneciano de entre los siglos -.

Un cinturón de castidad es una braga de hierro, cerrable con llave, que supuestamente se obligaban a algunas mujeres a usar en la Edad Media para evitar las infidelidades sexuales o en casos extremos padres de familia que hacían usarlos a sus hijos e hijas para mantenerlos vírgenes hasta que se casaran.
Su efectividad se basa en el hecho de que, una vez cerrado el candado y retirada la llave, resulta imposible que un hombre introduzca el pene en la vagina de la mujer, por la presencia de púas en el cinturón al nivel en el que ésta se encuentra, por lo que constituye un bloqueo para realizar el coito.

## Historia
El objeto ganó popularidad en Inglaterra en el siglo XIX gracias a un libro cuyo contenido lo describía como "una de las cosas más extraordinarias que los celos masculinos hayan realizado". El libro describe cómo era usado el objeto para asegurar la fidelidad de las damas que se quedaban solas en casa mientras sus maridos iban a luchar en las Cruzadas.
Esta es la opinión más habitual, aunque equivocada. El cinturón de castidad no puede usarse más que durante unas horas, a lo más un par de días. De otra forma, la mujer que lo llevase moriría víctima de infecciones, abrasiones y laceraciones provocadas por el contacto con el metal. En realidad, el cinturón de castidad era utilizado por las mujeres como defensa contra la violación, en épocas de acuartelamiento de soldados, durante viajes y en estancias nocturnas en posadas. Su uso era más frecuente en enfermeras y religiosas que atendían heridos en los frentes de batalla para evitar las violaciones.
De cualquier modo, el cinturón de castidad es en realidad una invención muy posterior a la Edad Media, como mínimo del Renacimiento, aunque lo cierto es que no existen referencias históricamente probadas anteriores al siglo XIX. Ninguno de los cinturones de castidad que existen fueron hechos en el medievo, todos los expuestos en museos fueron retirados tras comprobar que eran falsificaciones del siglo XIX.

### Uso histórico

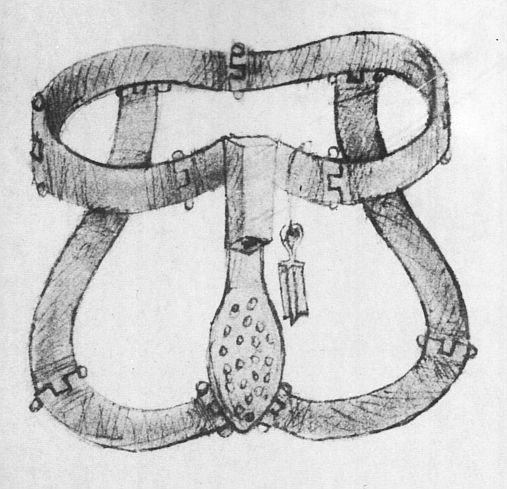
El boceto de Bellifortis (ca. 1405).

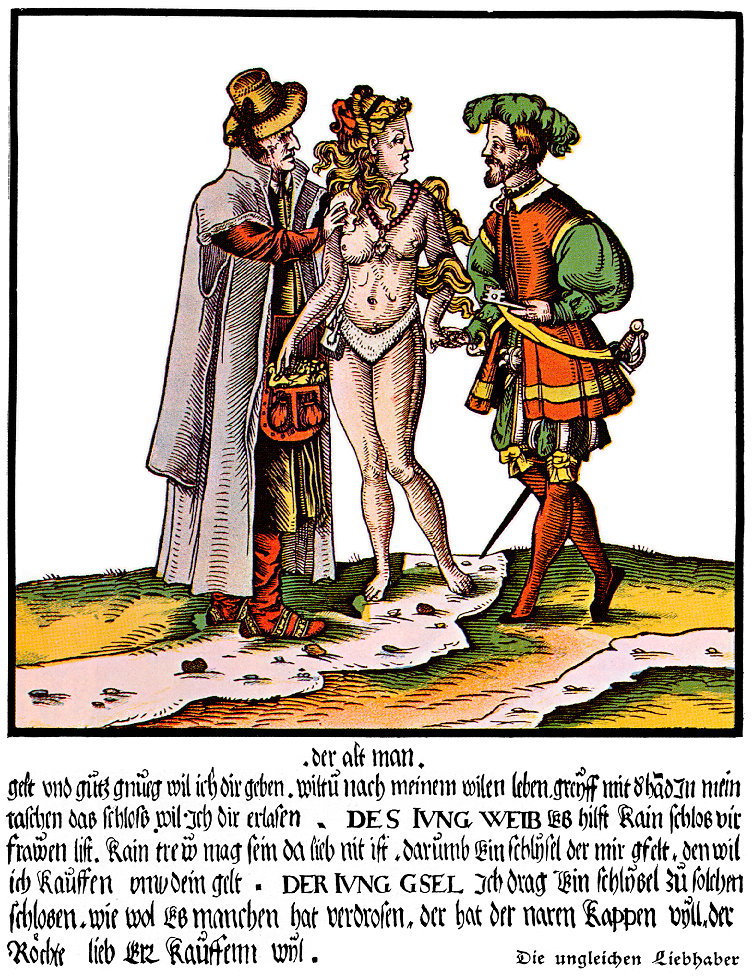
Grabado satírico alemán del.

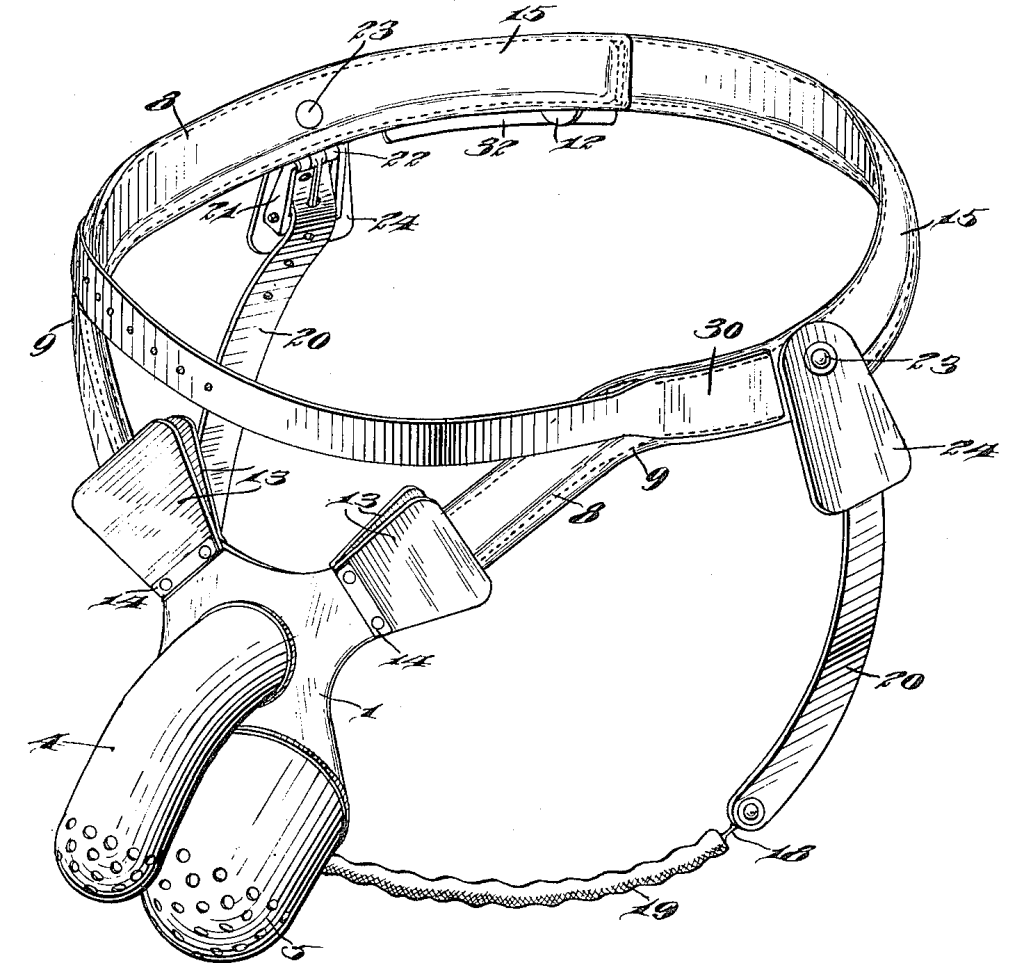
Extracto de por Jonas E. Heyser.

Gregorio Magno, Alcuino de York, Bernardo de Claraval y Nicolás Gorrano hicieron referencias de pasada a los "cinturones de castidad" dentro de sus discursos exhortatorios y públicos, pero lo decían en un sentido figurado o metafórico dentro de su contexto histórico.
La primera mención real detallada de lo que podría interpretarse como "cinturones de castidad" en Occidente se encuentra en la obra de Konrad Kyeser von Eichstätt Bellifortis (1405), que describe la tecnología militar de la época. El libro incluye un dibujo acompañado del texto en latín: "Est florentinarum hoc bracile dominarum ferreum et durum ab antea sic reseratum". ("Son calzones de hierro duro de las mujeres florentinas que se cierran por delante"). El cinturón de este dibujo es descrito por Dingwall como "a la vez torpe y pesado", teniendo "poco en común con los modelos posteriores que servían para el mismo uso". El relato de Bellifortis no se apoya en ninguna prueba concreta adicional ni en documentos que lo corroboren. Polidoro sostiene que las referencias de Kyeser pretenden ser humorísticas o irónicas, y que los relatos de Dingwall sobre el uso de cinturones de castidad por parte de unos pocos hombres ricos en los siglos XVI y XVII para asegurar la fidelidad de sus esposas, a menudo mucho más jóvenes, deben tratarse de forma crítica, debido a la ausencia de artefactos reales de esta naturaleza del período histórico en cuestión, y a su falta de acceso a registros históricos contemporáneos más detallados.
En 1889, Anton Pachinger-un coleccionista alemán de antigüedades-en Linz, Austria, encontró un cinturón de cuero y hierro en una tumba sobre el esqueleto de una mujer joven.  Al parecer, la mujer fue enterrada en el siglo XVI.  Sin embargo, Pachinger no pudo encontrar ningún registro del enterramiento de la mujer en los archivos de la ciudad.  El cinturón en sí, junto con la mayor parte del resto de la colección de Pachinger, se ha perdido.
En el Museo de Cluny de París se han expuesto dos cinturones. El primero, un simple aro cubierto de terciopelo y placa de hierro, fue supuestamente usado por Catalina de Medici. El otro, que se dice que llevó Ana de Austria, es un par de placas con bisagras que se sujetan a la cintura mediante correas metálicas y que muestran las figuras de Adán y Eva grabadas con gran detalle. Hay otros cinturones de este tipo en el Germanisches Nationalmuseum de Núremberg y en el British Museum de Londres.  La mayoría se han retirado de la exposición pública para evitar más situaciones embarazosas, ya que la autenticidad de estos cinturones como artefactos medievales se ha puesto en duda desde entonces. Muchos historiadores contemporáneos aceptan que estos supuestos "artefactos" datan del siglo XIX y que, por lo tanto, no son auténticos.
Desde el siglo XVIII hasta la década de 1930, la masturbación fue ampliamente considerada como perjudicial en la medicina occidental. En las revistas médicas de la época se pueden encontrar numerosas menciones al uso de dispositivos similares a cinturones de castidad para evitar la masturbación en niñas y adolescentes, así como en mujeres. Se presentaron muchos diseños de dispositivos antimasturbación en la Oficina de Patentes estadounidense hasta principios de la década de 1930, cuando ya no se consideraba que la masturbación fuera la causa de problemas de salud mental.
Además, algunas mujeres trabajadoras del siglo XIX pueden haber utilizado cinturones de castidad por razones de protección, como un "escudo antiviolación" para obstruir la agresión sexual por parte de jefes o colegas masculinos depredadores; sin embargo, los cinturones no se llevaban durante mucho tiempo de forma ininterrumpida, ya que razones sanitarias y de higiene lo impedían antes de la invención moderna de los cinturones de acero inoxidable.

## En la actualidad
En la actualidad siguen existiendo en forma de juguetes eróticos.

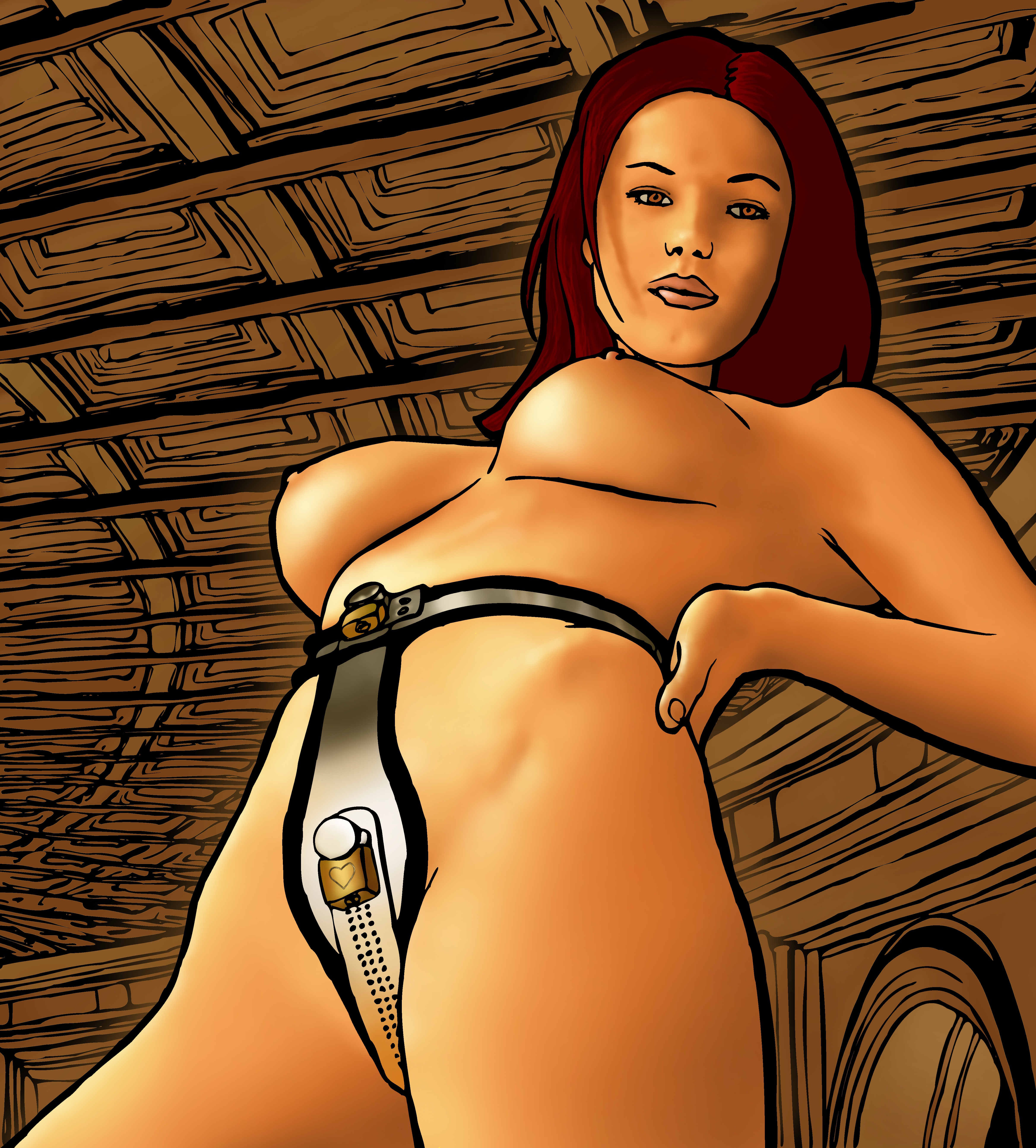
Cinturón de castidad moderno.